# Osnova (Raión de Berezivka)
Osnova  (ucraniano: Основа) es una localidad del Raión de Berezivka en el Óblast de Odesa de Ucrania. Según el censo de 2001, tiene una población de 278 habitantes.